# 頂揖子寮
頂揖子寮，原寫為頂揖仔藔，是臺灣嘉義縣東石鄉的一個傳統地域名稱，位於該鄉東北部。相較於今日行政區，其範圍大致包括頂揖村不含西北端、溪下村南部東端。

## 歷史
台灣日治初期，頂揖子寮地區為一街庄（舊制街庄），稱為「頂揖仔藔庄」，隸屬於蔦松堡。該庄昔日北與溪仔下庄為鄰，東北與後崩山庄為鄰，東南邊為林內庄，南邊一小段隔樸仔腳溪（今名朴子溪）與下蔦松庄為界，西南邊及西邊為下揖仔藔庄。
1901年（日治明治三十四年）11月11日，全台設置二十廳，該庄隸屬於嘉義廳。1904年（明治三十七年）2月20日，該庄編入「鰲鼓區」，隸屬於嘉義廳。1905年（明治三十八年）7月1日，各區管轄區域調整，該庄改隸屬於嘉義廳的「東石港區」。1909年（明治四十二年）10月25日，全台整併二十廳為十二廳，該庄仍隸屬於嘉義廳。1910年（明治四十三年）1月18日，各區管轄區域調整，該庄仍隸屬於嘉義廳的「東石港區」。1920年（大正九年）10月1日，全台廢十二廳改設五州二廳，該庄改制並雅化為「頂揖子寮」大字，隸屬於臺南州東石郡東石庄（新制街庄）。
戰後東石庄改制為東石鄉，隸屬於臺南縣，大字亦改制為村。1950年（民國39年）10月25日，雲、嘉、南分治，東石鄉改隸屬於嘉義縣。

## 聚落
本地區發展較早的聚落有頂揖仔藔、灣仔埔等，在日治期初期的官方地圖上已有記載。

## 交通
縣道166號是東石至瑞里的道路，經過本地區南部。由該道路西行可前往東石鄉東石市區，並止於縣道168號路口；東行可前往六腳鄉、新港鄉南部、民雄鄉南部、竹崎鄉、梅山鄉東部，並止於瑞里的縣道162甲線路口。